# Rapala hirayamana
Rapala hirayamana är en fjärilsart som beskrevs av Matsumura 1926. Rapala hirayamana ingår i släktet Rapala och familjen juvelvingar. Inga underarter finns listade.